# 蜘蛛絲

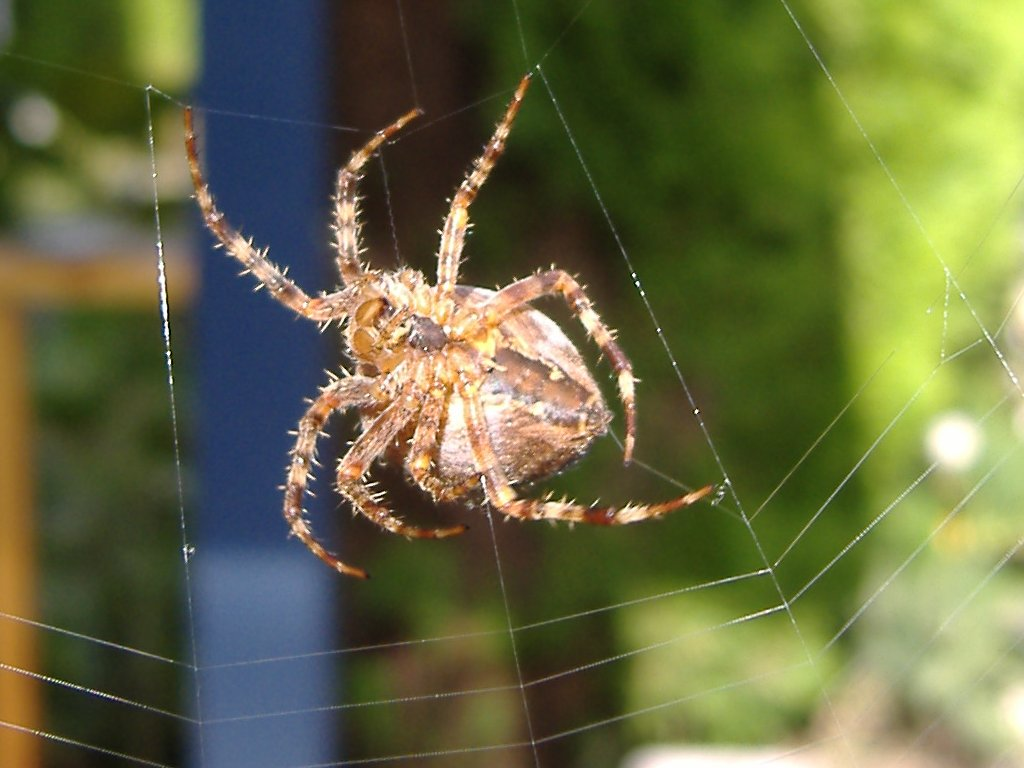
正在取絲結網的鬼蛛。

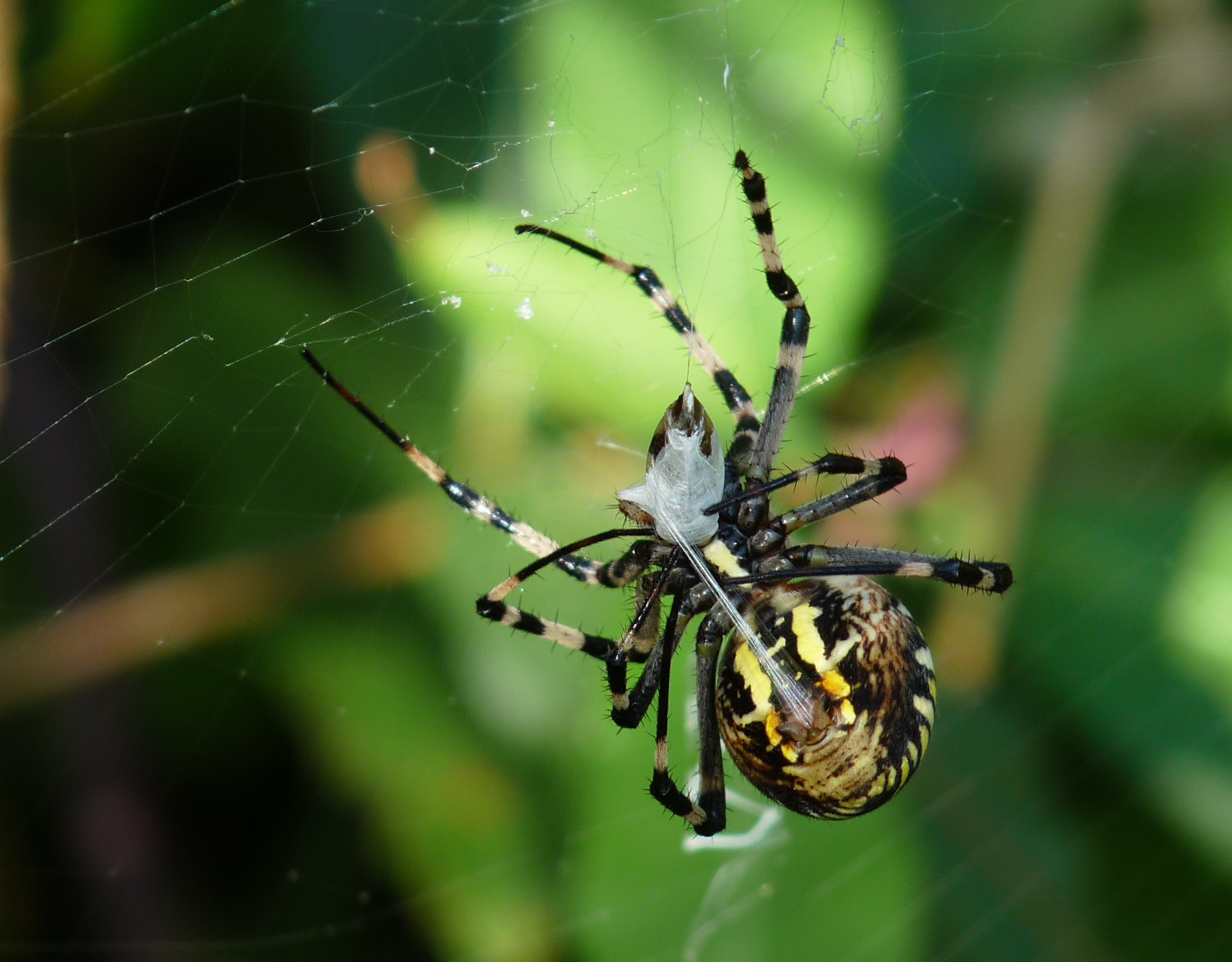
一隻金蛛正以其蜘蛛絲包裹網上的獵物。

蜘蛛絲是由蜘蛛所分泌抽出的纖維，其主要成份是蛋白質。蜘蛛利用牠們所生產的蜘蛛絲建造蜘蛛網以捕捉獵物，或建構巢穴或卵囊作為蜘蛛或子代的保謢場所。蜘蛛也可以利用自己的蜘蛛絲將自己懸吊著，以保護自己。
大多數的蜘蛛並不只有一種蜘蛛絲。蜘蛛腹部具有多種腺體專門分泌絲蛋白，通稱為絲腺。不同之絲腺會分泌不同的蛋白質，經由各自的通道，最末於絲疣將絲蛋白拉出而成為蜘蛛絲。絲蛋白在蜘蛛體內為液態，但經由絲疣開口時，由於壓力的作用，絲蛋白分子會重新排列而成為固態之絲蛋白。
許多蜘蛛幼體會利用蜘蛛絲作為飛翔的工具以進行遷徙。牠們將蜘蛛絲噴向空中，藉由風力將自己帶離原地。雖然這種遷徙方式的距離大多數公尺之遠，但極可能是蜘蛛遷徙至不同島嶼的方式。許多水手曾指出當他們在海中航行時可以在風帆上捉到蜘蛛。
在某些情況下，蜘蛛可能將蜘蛛絲當作食物。大多數的結網蜘蛛會在蜘蛛網不堪使用時以攝入蜘蛛絲的方式回收蜘蛛網。姬蛛科（Theridiidae）中有多種寄居於其它結網蜘蛛之物種，平時會偷竊宿主蜘蛛網上的獵物，或是直接攝入宿主的蜘蛛網上的蜘蛛絲作為食物。
人類已知如何以人工的方式從蜘蛛身上抽取蜘蛛絲。此動作乃將蜘蛛上下顛倒並固定其身體及步足，再利用鑷子等細物從絲疣附近拉出蜘蛛絲。若需要抽出大量的蜘蛛絲，可利用馬達等機械代替雙手以持續拉絲。

## 性質
蜘蛛絲以其強韌的物理性質聞名。蜘蛛絲的強度（單位截面積下的張力）比高品質的鋼還大，且和許多人造之芳香族聚醯胺纖維之強度不相上下，如特威隆纖維或克維拉纤维等。更重要的是，蜘蛛絲的質量極小：能環繞地球一圈長度的蜘蛛絲之質量仍不達500公克。
蜘蛛絲亦具有極佳的延展性，可以延伸其長度至原長度的140%仍不斷裂。蜘蛛絲可以在攝氏零下40度的溫度仍維持高強度。蜘蛛絲的韌性（單位體積下斷裂所需之能量）極大且與當今商業販售之人造芳香族聚醯胺纖維（如芳香性尼龍）相提並論，而此人造纖維則是現代人造聚合纖維科技的工業基準點之一
 。
另外，蜘蛛丝还可以进行方向性的集水，使水在纳米纤维节点周围不断凝结，然后被输送到周期性的纺锤节上，并被积聚成大水滴。
蜘蛛絲可能不具抗菌性質。

## 種類與功能
大多數的蜘蛛（乃指新蛛亞目）來說具有至少六種蜘蛛絲。不同的蜘蛛絲由不同之絲腺所生產，再經由各自的通道，最終由絲疣之處拉出。不同的蜘蛛絲也具有不同的物理性質，以達成不同的功能或建構複雜的蜘蛛網。
大壺狀腺絲大壺狀腺絲（major ampullate silk）是由大壺狀腺所分泌，並由前絲疣拉出。其主要功能為蜘蛛隨時都會牽引著的曳絲（drag silk）、蜘蛛圓網上的輻射狀絲（radius silk）及骨架絲（frame silk）。曳絲是蜘蛛的保命繩索，避免蜘蛛突然墜落時直接墜落至地表；圓網上的縱絲及骨架絲都是作用於承受圓網上的張力，尤其是獵物衝撞上網的時候。因此，作用於這些功能時，絲必須能夠承受較大的張力且不容易斷裂，所以大壺狀腺絲的物理性質也偏向強且硬，但缺點是延展性較低。
小壺狀腺絲小壺狀腺絲（minor ampullate silk）由小壺狀腺（minor ampullate gland）分泌，主要的功能與大壺狀腺絲相似，也是蜘蛛結網時暫時輔助性的鷹架，幫助蜘蛛在蜘蛛網上時固定身體與定位。
鞭狀腺絲鞭狀腺絲（flagelliform silk）由鞭狀腺（flagelliform gland）分泌，其主要作用於圓網上螺旋狀絲（spiral silk）的軸心。當獵物上網時，獵物衝撞的能量主要由輻射狀絲所承受，而具有黏性的螺旋狀絲則負責將獵物糾纏住以防止獵物逃脫。為避免蜘蛛網上的獵物容易掙脫，鞭狀腺作為橫絲的軸心絲，雖然並不具有黏性，但具有極高的延展性使絲被拉扯再長也不易斷裂。如此一來，任憑獵物再怎麼拉扯，橫絲依然不斷地持續糾纏住獵物。
聚狀腺絲聚狀腺絲（aggregate silk）由聚狀腺（aggregate gland）分泌，負責生產黏液包覆在螺旋狀絲的外部。這些水珠狀的黏液，會一球一球地包覆在鞭狀腺絲外側，而達成螺旋狀絲的黏性。
葡萄狀腺絲葡萄狀腺絲（aciniform silk）由葡萄狀腺（aciniform gland）分泌。當蜘蛛逮到獵物時，蜘蛛會用第四對步足一次拉出一排一排的葡萄狀腺絲將獵物包覆，使獵物不易掙扎而傷害到蜘蛛本身。換句話說，葡萄狀腺絲就是獵物的裹屍袋。也因此，葡萄狀腺絲具有很大的韌性，也就是需要較多的能量才能拉斷它。此外，有些結網蜘蛛會在網上製作隱帶（stabilimentum）。這些隱帶是纏繞在網目上的絲，形成一片一片的「裝飾物」，也正是以葡萄狀腺絲製作。
管狀腺絲管狀腺絲（tubuliform silk）由管狀腺（tubuliform gland）分泌。蜘蛛產卵時，雌蛛會先以蜘蛛絲製作一個卵囊，並將卵產在卵囊中使卵得到保護。管狀腺的主要功能就是製作卵囊。為避免被其它動物吃掉卵囊內的卵，管狀腺絲在所有不同蜘蛛絲之中具有最高的硬度。
梨状腺丝梨状腺丝（pyriform silk） 由梨状腺（pyriform glan）分泌。主要作用是将壶状腺产生的托丝粘附在基质表面，具有很高的粘性，是理想的粘合剂。

## 組成

蜘蛛网的构成和蜘蛛丝结构的示意图[13][14]。左侧是一个蜘蛛网的示意图。红线表示牵引丝、径向丝和边框线，蓝线表示螺旋丝，网的中心称是蜘蛛的“家”。从叫做聚集体的腺体分泌粘稠的物质包裹住螺旋丝，并且还会在螺旋丝上以等间隔排列成一串粘球(浅蓝色)。从梨状腺分泌的附着物质用于连接和固定不同种类的丝线。研究人员推测，在微米级别下，牵引丝和径向丝中由丝蛋白形成的蛋白质的二次结构可能呈现出如图右侧所示那样，β折叠结晶和无定形的螺旋结构交织在一起。大量的螺旋结构对于提供了蜘蛛丝的韧性，β折叠结晶则提供了蜘蛛丝的强度。在结构模块显示牵引丝和径向丝主要由MaSp1和MaSp2两种蛋白组成，都具有β折叠结晶。而螺旋丝上则没有β折叠结晶。这也间接说明了为什么牵引丝和径向丝的强度比较大，而螺旋丝的韧性比较强。

蜘蛛絲之結構。在典型的蜘蛛絲中，緊密的結晶β摺疊被鬆散的非結晶次級結構所連結。

蜘蛛絲是由複雜的蛋白質分子所構成，但不易探究其分子結構。簡單來說，蜘蛛絲蛋白結構中具有結晶及非結晶結構，前者可增加蜘蛛絲的物理性強度及硬度，而後者增加蜘蛛絲的延展性。

## 应用
目前科学家正在积极探寻蜘蛛丝在纺织业、医疗和军事方面的应用。
蜘蛛絲的可能應用領域：
| 纖維特性                 | 可能運用                                             |
| ------------------------ | ---------------------------------------------------- |
| 透濕防水與柔軟度         | 衣服、紡織品                                         |
| 高韌性、輕量             | 航太複合材料、滑翔翼之風帆、繩索、天文望遠鏡內準線   |
| 耐化學藥品性、耐高衝擊力 | 軍事應用、防彈背心                                   |
| 耐水性                   | 釣魚線、帆船                                         |
| 能量吸收轉換             | 磁性和導電材料                                       |
| 生體適合性（生物相容性） | 醫療用途、外科植入材料（縫合線、人工韌帶、人工皮膚） |
| 奈米尺寸纖維             | 人工眼角膜材料                                       |
| 遇水超收縮               | 高敏感度濕氣偵測器                                   |

## 外部連結
- Graphics, sketches, and microscope shots (with descriptions) of spinnerette subsystems, from biomimetic research at Clemson.edu, p. 2 of 4.
- NASA determines that spiders in the microgravity of outer space （页面存档备份，存于） lessen the diameter of their silk.
- News from Isracast.com （页面存档备份，存于） reports that the "holy grail" of material engineering has been attained: synthetic dragline silk (2004, with geneticist Uri Gat).
- J.M. Gosline, JM; Guerette, PA; Ortlepp, CS; Savage, KN. . Journal of Experimental Biology. 1999-12-01, 202 (23): 3295–303. PMID 10562512.
- Hayashi, C. Y.; Blackledge, TA; Lewis, RV. . Molecular Biology and Evolution. 2004, 21 (10): 1950–9. PMID 15240839. doi:10.1093/molbev/msh204.